# Vernakulární jazyk
Vernakulární jazyk (z lat. vernacularis, domácí, domorodý) znamená domácí, lidový, místní jazyk původně v protikladu k latině jakožto společnému a spisovnému jazyku západní bohoslužby a vzdělanců, případně vůči jinému společnému jazyku (lingua franca).

## Dějiny
V oblasti západní (latinské) kultury je patrně nejstarším textem, psaným ve vernakulárním jazyce, Wulfilův překlad Bible do gótštiny ze 4. století. Ve staré angličtině a některých severských jazycích se zachovaly velmi staré texty, zapsané však až v 10.-11. století. Jinak se v raném středověku psalo latinsky, a literatura byla vyhrazena těm, kdo latinu ovládali – zejména klerikům. Teprve zhruba od 12. století se objevují i původní psané texty v lidových – vernakulárních – jazycích. Mezi nejstarší patří například francouzská Píseň o Rolandovi (po 1150), španělská Píseň o Cidovi (13. stol) nebo Dantova Božská komedie v italštině (před 1321). V češtině je to Alexandreis (kolem 1300) nebo Dalimilova kronika (před 1320).
Důležitou roli při ustavování vernakulárních jazyků jako normovaných spisovných jazyků hrály překlady Bible. Překlady částí Bible (Evangelia, Žalmy) do staré angličtiny i němčiny vznikaly od 9. století, podobně jako staroslověnský překlad. Překlad celé Bible do francouzštiny vznikl koncem 13. století, italský kolem 1350, anglické překlady jsou ze 14. století, podobně jako první verze českého překladu (kolem 1360).
Dalším krokem k plnému uznání vernakulárních jazyků byl vznik slovníků a gramatik. Od 14. století se objevují první slovníky vernakulárních jazyků, jako jsou české slovníky mistra Klareta (před 1370), a od 15. století i první gramatiky. Latinsky psanou gramatiku češtiny vydal Matěj Benešovský roku 1577. Do vědecké literatury pronikaly vernakulární jazyky od 17. století (Galileo Galilei, René Descartes) a převládly až v 18. a 19. století.

## Ve školství
Vážný současný problém, zejména v bývalých koloniálních zemích, je otázka, zda a do kdy se děti mají vzdělávat v mateřském "vernakulárním" jazyce, který ovšem možnosti dalšího vzdělávání výrazně omezuje. Dětem tak může hrozit společenská marginalizace. Stará koloniální praxe škol pouze v jazyce kolonistů je dnes většinou opuštěna, děti se ale musejí začít brzy učit i nějaký cizí jazyk. Podobný problém se týká i vzdělávání dětí imigrantů nebo romských dětí v Evropě.